# Flugplatz Johannisthal
Flugplatz Johannisthal er en tidligere militær flyveplads, der lå mellem Adlershof og Johannisthal, Treptow-Köpenick, 15 km sydøst fra Berlin. Lufthavnen blev officielt lukket i 1995.

## Historie
Basen stod færdig i 1909 og blev Tysklands første lufthavn til motorfly. Den åbnede kun få uger efter, at verdens første flyveplads til motorfly åbnede i franske Reims. Stedet blev hurtigt et paradis for folk med pionerdrømme inden for luftfart. Blandt andet påbegyndte Anthony Fokker sine eksperimenter her, og senere startede han virksomheden Fokker. Det var også her, at Tysklands civile luftfart for alvor kom i gang.
Med starten af første verdenskrig blev lufthavnen mere et militært forskningscenter indenfor luftfart. I 1919 begyndte et kapitel i tysk luftpost. 2 gange dagligt fløj man post fra Johannisthal til Weimar, hvor nationalforsamlingen holdt til.
Da Flughafen Berlin-Tempelhof i 1923 stod færdig, mistede Flugplatz Johannisthal sin betydning for den civile trafik. Men med nationalsocialismens fremmarch blev stedet nu benyttet som forsøgscenter i den hemmelige oprustning, hvor det Tyske Institut for Luftfart rykkede ind. Efter anden verdenskrig rykkede en eskadrille fra det Sovjetiske luftvåben ind. Her var den et år, inden den flyttede til lufthavnen i Schönefeld. Dette var den sidste store aktivitet med fly, der fandt sted i Johannisthal. I stedet rykkede blandt andet den østtyske Nationale Volksarmee ind på stedet, hvor den brugte det som træningsbase. Udover det placerede DDR sit videnskabsakademi her med 14 naturvidenskabelige institutioner og seks servicecentre, hvor der var ansat over 5500 forskere og teknikere. Efter Tysklands genforening blev en del af disse institutioner overtaget af vesttyskere, og 1400 ansatte fulgte med.
Området er i dag bygget helt om og indeholder forskningsaktiviteter, civile erhverv og boligområder.
| Luftfart | Spire Denne artikel om flyvning er en spire som bør udbygges. Du er velkommen til at hjælpe Wikipedia ved at udvide den. |

52°26′00″N 13°31′00″Ø / 52.43333°N 13.51667°Ø